# Asarum taipingshanianum
Asarum taipingshanianum är en piprankeväxtart som beskrevs av S.F. Huang, T. H. Hsieh & T.C. Huang. Asarum taipingshanianum ingår i släktet hasselörter, och familjen piprankeväxter. Inga underarter finns listade i Catalogue of Life.